# Đuôi cụt ria
Đuôi cụt ria (danh pháp hai phần: Erythropitta kochi) là một loài chim trong họ Pittidae.
Đây là loài đặc hữu trên đảo Luzon của Philippines, trong khu vực miền núi thuộc Trung Cordillera và Sierra Madre ở phía bắc đảo này, cũng như tại vùng Bicol ở phía nam.
Loài chim này dài tới 21 cm và cân nặng tới 116 g. Nó có đầu màu nâu, ngực lam và bụng đỏ.
Môi trường sống tự nhiên của nó là những khu rừng miền núi ẩm ướt cận nhiệt đới và nhiệt đới. Nó bị đe dọa do mất nơi sống.